# Orkesterledare
Orkesterledare eller bandledare (eng. bandleader; i Tyskland Bandleader eller Orchesterleiter) är en dirigent och/eller ledare för orkester som spelar jazz, dans- eller underhållningsmusik. Till skillnad från dirigenten i en symfoniorkester spelar – eller sjunger – orkesterledaren oftast själv i sin orkester. Ett flertal orkesterledare svarar för såväl konstnärlig som administrativ ledning av sin orkester. 

## Orkesterledare

### Sverige
- Per Arnkull
- Harry Arnold
- Hacke Björksten
- Arne Domnérus
- Thore Ehrling
- Bengt Hallberg
- Malte Johnson
- Sölve Karlsson Sax-Sölve
- Leif Kronlund
- Carl-Henrik Norin
- Mats Olsson
- Sven-Olof Walldoff
- Kjell Öhman
- Marcus Österdahl
- Arthur Österwall
- Seymour Österwall

### USA
- Herb Alpert
- Count Basie
- Tommy Dorsey
- Dizzy Gillespie
- Benny Goodman
- Lionel Hampton
- Woody Herman
- Quincy Jones
- Stan Kenton
- Henry Mancini
- Glenn Miller
- Buddy Rich
- Nelson Riddle